# Szkoła Główna Turystyki i Hotelarstwa Vistula
Szkoła Główna Turystyki i Hotelarstwa Vistula (dawna Szkoła Główna Turystyki i Rekreacji Vistula) – uczelnia niepubliczna w Warszawie. Wraz z Akademią Finansów i Biznesu Vistula tworzy trzon Grupy Uczelni Vistula.
Instytucja prowadzi studia licencjackie i magisterskie, po polsku i angielsku, w trybie stacjonarnym i niestacjonarnym. Kształci na kierunku Turystyka i Rekreacja, Turystyka i Hotelarstwo oraz Dietetyka. Posiada akredytację THE-ICE – The International Centre of Excellence in Tourism and Hospitality Education.

## Historia
Szkoła Główna Turystyki i Hotelarstwa Vistula powstała w wyniku połączenia trzech uczelni turystycznych – Wyższej Szkoły Turystyki i Rekreacji im. Mieczysława Orłowicza w Warszawie, stołecznej Wyższej Szkoły Hotelarstwa, Gastronomii i Turystyki oraz Wyższej Szkoły Turystyki i Hotelarstwa z Łodzi. Dołączył do nich również utworzony w 1972 r. Instytut Turystyki – jednostka badawczo-rozwojowa prowadząca interdyscyplinarne, kompleksowe badania w zakresie turystyki.

### Najważniejsze fakty
- 1997 – powstała Wyższa Szkoła Hotelarstwa, Gastronomii i Turystyki w Warszawie
- 2012 – dołączyła Wyższa Szkoła Turystyki i Rekreacji im. Mieczysława Orłowicza (WSTiR)
- 2012 – dołączyła Wyższa Szkoła Turystyki i Hotelarstwa w Łodzi
- 2012 – dołączyła Instytut Turystyki
- 2012 – nastąpiła zmiana nazwy na Szkołę Główną Turystyki i Rekreacji Vistula
- 2019 – nastąpiła zmiana nazwy na Szkołę Główną Turystyki i Hotelarstwa Vistula

### Rektorzy od 2012 r.
- 2012–2013 – prof. dr hab. Aleksander Ronikier
- 2013–2019 – dr hab. Jolanta Żyśko
- 2019–2023 – prof. dr hab. Aleksander Ronikier
- od 2023 – dr hab. Krzysztof Celuch[4]

## Instytut Turystyki
Od 2012 r. Instytut Turystyki jest odrębną jednostką organizacyjną Szkoły Głównej Turystyki i Hotelarstwa Vistula. Powołany w 1972 r. Uchwałą Rady Ministrów, jest polską instytucją badawczą prowadzącą interdyscyplinarne i kompleksowe badania turystyki i rekreacji. Instytut przygotowuje badania i ekspertyzy na temat krajowego rynku turystycznego, przyjazdowego i wyjazdowego ruchu turystycznego, regionalnych programów rozwoju turystyki i inwestycji turystycznych dla różnych podmiotów gospodarczych, a także dla instytucji krajowych i zagranicznych.

## Grupa Uczelni Vistula
Szkoła Główna Turystyki i Hotelarstwa Vistula oraz Akademia Finansów i Biznesu Vistula tworzą trzon Grupy Uczelni Vistula. Obie instytucje działają w jednym kampusie w Warszawie. W 2014 roku dołączyła do nich Wyższa Szkoła Handlowa we Wrocławiu (obecnie Wrocławska Akademia Biznesu w Naukach Stosowanych), w 2019 r. Akademia Humanistyczna im. Aleksandra Gieysztora w Pułtusku, będąca obecnie filią AFiB Vistula oraz Olsztyńska Szkoła Wyższa im. Józefa Rusieckiego, która w 2019 r. włączyła Wyższą Szkołę Informatyki i Ekonomii Towarzystwa Wiedzy Powszechnej w Olsztynie tworząc Olsztyńską Szkołę Wyższą.

## Władze Szkoły Głównej Turystyki i Hotelarstwa Vistula
- dr hab. Krzysztof Celuch – rektor i przewodniczący senatu
- dr Grzegorz Mathea – pełnomocnik rektora ds. jakości kształcenia
- dr Davut Han Aslat – pełnomocnik rektora ds. studenckich
- Michał Jasiński – pełnomocnik rektora ds. bezpieczeństwa
- Magdalena Kondas – pełnomocnik rektora ds. współpracy z otoczeniem społeczno-gospodarczym[7]

## Kierunki studiów
- Turystyka i rekreacja[8][9]
- Dietetyka[8][10]
- Turystyka i Hotelarstwo[8][11]

## Kampus
Siedziba Szkoły Głównej Turystyki i Hotelarstwa Vistula mieści się na warszawskim Ursynowie, 100 metrów od stacji metra Stokłosy. Powierzchnia kampusu wynosi 29 000 m². Na jego terenie jest garaż podziemny i hala sportowa. Obiekt jest przystosowany do potrzeb osób z niepełnosprawnościami.

## Konferencje ogólnopolskie i międzynarodowe w latach 2012–2024
- VIII edycja Międzynarodowej Konferencji Studenckiej IMEX-MPI-MCI Future Leaders Forum Warsaw, 22 marca 2013[14]
- IX edycja Międzynarodowej Konferencji Studenckiej IMEX-MPI-MCI Future Leaders Forum Warsaw, 20 marca 2014[15]
- PEMES – Polish Event Management Educators Symposium – Sympozjum Edukatorów Kadr Zarządzających Wydarzeniami, 08–09 maja 2014[16]
- X edycja Międzynarodowej Konferencji Studenckiej IMEX-MPI-MCI Future Leaders Forum Warsaw, 20 marca 2015[17]
- PEMES – Polish Event Management Educators Symposium – Sympozjum Edukatorów Kadr Zarządzających Wydarzeniami „Marketing miejsc – teraźniejszość czy przyszłość, 07–08 maja 2015[18]
- Obsługa pasażerów lotniczych w erze nowych technologii informatycznych; wyzwania i nowe standardy, 15 czerwca 2015[19]
- 8th Annual International Conference: Industrial Heritage Prospect for sustainable tourism development, 18–19 września 2015[20]
- XI edycja Międzynarodowej Konferencji Studenckiej IMEX-MPI-MCI Future Leaders Forum Warsaw, 18 marca 2016[21]
- Miejsce żywności tradycyjnej w kulturze, turystyce i dietetyce, 17 maja 2016[22]
- XXIV Konferencja Naukowa EASM: Memories and identities in sport management in Europe, 7–11 września 2016[23]
- Kulinaria – wizytówką regionów turystycznych, 4 kwietnia 2017[24]
- Kulinaria w kształtowaniu programu turystycznego. Teoria i praktyka, 17 kwietnia 2018[25]
- Międzykulturowa turystyka kulinarna pokoleń, 23-24.05.2019[26]
- Kierunki rozwoju infrastruktury czasu wolnego metropolii warszawskiej na przykładzie Dzielnicy Bemowo, 23 listopada 2021[27]
- Turystyka kulinarna – tradycja i innowacyjność, 18–19 listopada 2021[28]
- Turystyka kulinarna na rzecz zrównoważonego rozwoju, 19–20 października 2023[29]
- Turystyka kulinarna na rzecz dziedzictwa kulturowego, 17–18 kwietnia 2024[30]

## Wydawnictwo
- Rynek zabezpieczeń finansowych i produktów ubezpieczeniowych w kontekście działalności biur podróży, Małgorzata Maliszewska, Piotr Kociszewski, Krzysztof Łopaciński, Warszawa 2017, s. 131
- Żywienie osób o zwiększonej aktywności fizycznej, Piotr Dominik, Ewa Szczepanowska, Warszawa 2017, s. 416
- Zarządzanie komunikacją w organizacjach globalnych – uwarunkowania, bariery, efekty. Analiza na przykładzie Meeting Professionals International, Krzysztof Celuch, Warszawa 2017, s. 230
- Rynek biur podróży w Polsce, Maria Byszewska-Dawidek, Mirosław Nalazek, Warszawa 2016, s. 134
- Rachunek satelitarny turystyki: metodologia, wyniki, interpretacja, Ewa Dziedzic, Magdalena Kachniewska, Teresa Skalska, Warszawa 2015, s. 160